# Neue Mozart-Ausgabe
La Neue Mozart-Ausgabe (en català, Nova edició de Mozart) abreujada com a NMA, és la segona edició completa de les obres musicals de Wolfgang Amadeus Mozart. Un títol més llarg i formal per a aquesta edició seria Wolfgang Amadeus Mozart. Neue Ausgabe sämtlicher Werke.